# Francesco Brescia Morra
Francesco Brescia Morra Barone (Avellino, 28 novembre 1832 – Roma, 28 novembre 1910) è stato un prefetto, giornalista e politico italiano.

## Biografia
Originario di famiglia nobile ormai decaduta è un sostenitore di Giuseppe Mazzini e fin da giovanissimo svolge attività politica e giornalistica di orientamento repubblicano a Napoli, dove appoggia Giovanni Nicotera. Nel 1867 viene eletto deputato per il collegio di Avellino e prende parte alla spedizione di Garibaldi fallita a Mentana, tre anni dopo è anche consigliere comunale del capoluogo partenopeo. Dopo la mancata rielezione del 1876 viene nominato prefetto: ha retto le sedi di Lecce, Pisa, Parma, Venezia, Chieti, Cagliari, Catania e Messina.